# Thomas Andrew Knight

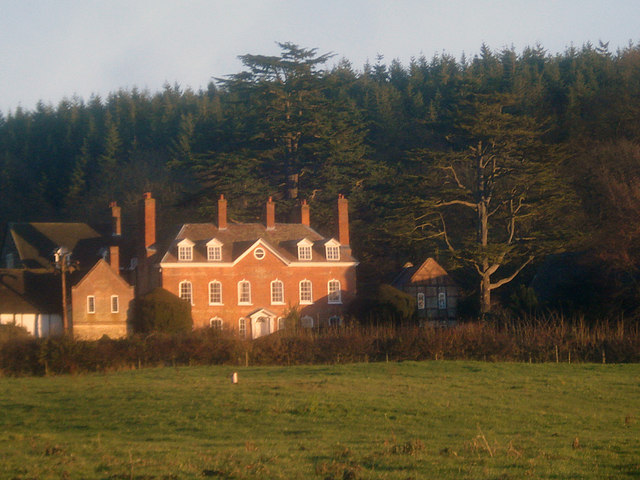
Elton Hall, woonhuis van Knight van 1791 tot 1808. In de boomgaard staan thans nog enkele variëteiten die door Knight zijn gecreëerd

Thomas Andrew Knight (12 augustus 1759 - 11 mei 1838) was een Brits tuinder en botanicus.

## Leven en werk
Knight werd in 1759 geboren in Ludlow. Hij studeerde aan het Balliol College in Oxford, waarna hij de tuinbouw ging bestuderen. Hij gebruikte zo'n 4000 ha. aan geërfd land voor het onderzoeken van de teelt van onder meer aardbeien, koolsoorten en erwten. Ook liet hij er grote broeikassen bouwen. In 1795 publiceerde hij de resultaten van een studie naar de voortplanting van en de plantenziektes onder fruitbomen. In 1797 verscheen van zijn hand Treatise on the Culture of the Apple and Pear, and on the Manufacture of Cider and Perry, waarvan meerdere edities zijn verschenen.
Knight deed veel fundamenteel en vooral praktisch onderzoek op het gebied van de plantkunde, met veredeling als hoofddoel. Zo verschafte hij helderheid over het effect van zwaartekracht op kiemplanten en hoe fruitbederf werd doorgegeven door het enten van fruitbomen. Zijn onderzoek van de erwt leverde goeddeels dezelfde resultaten op, als die welke door de Oostenrijkse bioloog Gregor Mendel werden gevonden, overigens zonder dat Knight daardoor tot dezelfde inzichten kwam als Mendel. Knight weigerde lange tijd publicaties van andere wetenschappers te lezen, totdat de eminente botanicus Joseph Banks hem ertoe overhaalde. Banks was lange tijd voorzitter van de Royal Society, de Britse academie van wetenschappen, waarvan ook Knight lid was. Veel werk van Knight werd gepubliceerd in de Philosophical Transactions, het wetenschappelijk tijdschrift van de Royal Society, waarvoor hem in 1806 de Copley Medal werd toegekend.
Op voorspraak van Banks werd Knight in 1811 gekozen tot voorzitter van de London Horticultural Society. Deze functie vervulde Knight tot aan zijn dood in 1838, waarbij hij onder meer de invloedrijke grondbeginselen van deze Society formuleerde.
- Bibliothèque nationale de France: cb12561123q (data)
- Author citation (botany): T.Knight
- Catàleg d'autoritats de noms i títols de Catalunya: 981058528479506706
- CiNii: DA1528695X
- Gemeinsame Normdatei: 117524565
- International Standard Name Identifier: 0000 0000 7362 1562
- Library of Congress Control Number: n86135583
- Nationale bibliotheek van Australië: 49785118
- Nationale Bibliotheek van Israël: 987007384448105171
- Nederlandse Thesaurus van Auteursnamen: 069028842
- SNAC: w6475r5q
- Système universitaire de documentation: 147326672
- Trove: 1525277
- Virtual International Authority File: 37695853
- WorldCat: E39PBJqVYMfgBVbKyRt4KQ6HYP